# Eupithecia flavigutta
Eupithecia flavigutta là một loài bướm đêm trong họ Geometridae.